# Nebulosa de l'Àliga
Messier 16 (nebulosa de l'Àliga, M16 o NGC 6611) és un cúmul obert en la constel·lació Serp. Descobert per De Chéseaux el 1746, Charles Messier el va afegir al seu catàleg el 1764.
El cúmul està associat amb una nebulosa d'emissió difusa catalogada com IC 4703. Aquesta regió on es formen estrelles es troba a una distància de 7.000 anys llum.
El cúmul està constituït per estrelles joves blaves del tipus O i B nascudes a la nebulosa de l'Àliga i que ionitzen el gas de la mateixa nebulosa. La regió central de la nebulosa mostra una arquitectura molt bonica en forma de columnes conegudes com els « Pilars de la creació » (Pillars of Creation) d'una longitud de l'ordre dels tres anys llum de llargada on neixen les estrelles del cúmul, d'aquí el seu nom. Aquesta regió es troba a una distància d'entre 5.500 i 7.000 anys llum segons les fonts.
La seva magnitud conjunta en banda B (filtre blau) és igual a la 6,58, la seva magnitud en banda V (filtre verd) és igual a la 6,0; telescòpicament apareix com un pegat grisenc que només amb mitjans telescopi presenta una forma definida.
De la seva velocitat radial, 18,00 km/s, es dedueix que s'allunya de la Terra a més 64.800 km/h: aquesta velocitat és originada per la combinació de la velocitat orbital del Sol (al voltant del nucli de la Via Làctia) i el de la pròpia Terra.

## Observació
Amb binoculars la nebulosa té una aparença de taca difusa i es poden veure una desena d'estrelles. Amb un telescopi de 200 mm equipat amb un filtre interferencial es pot veure més fàcilment el contorn de la nebulosa. Amb grans telescopis la visió dels pilars de la creació són espectaculars.

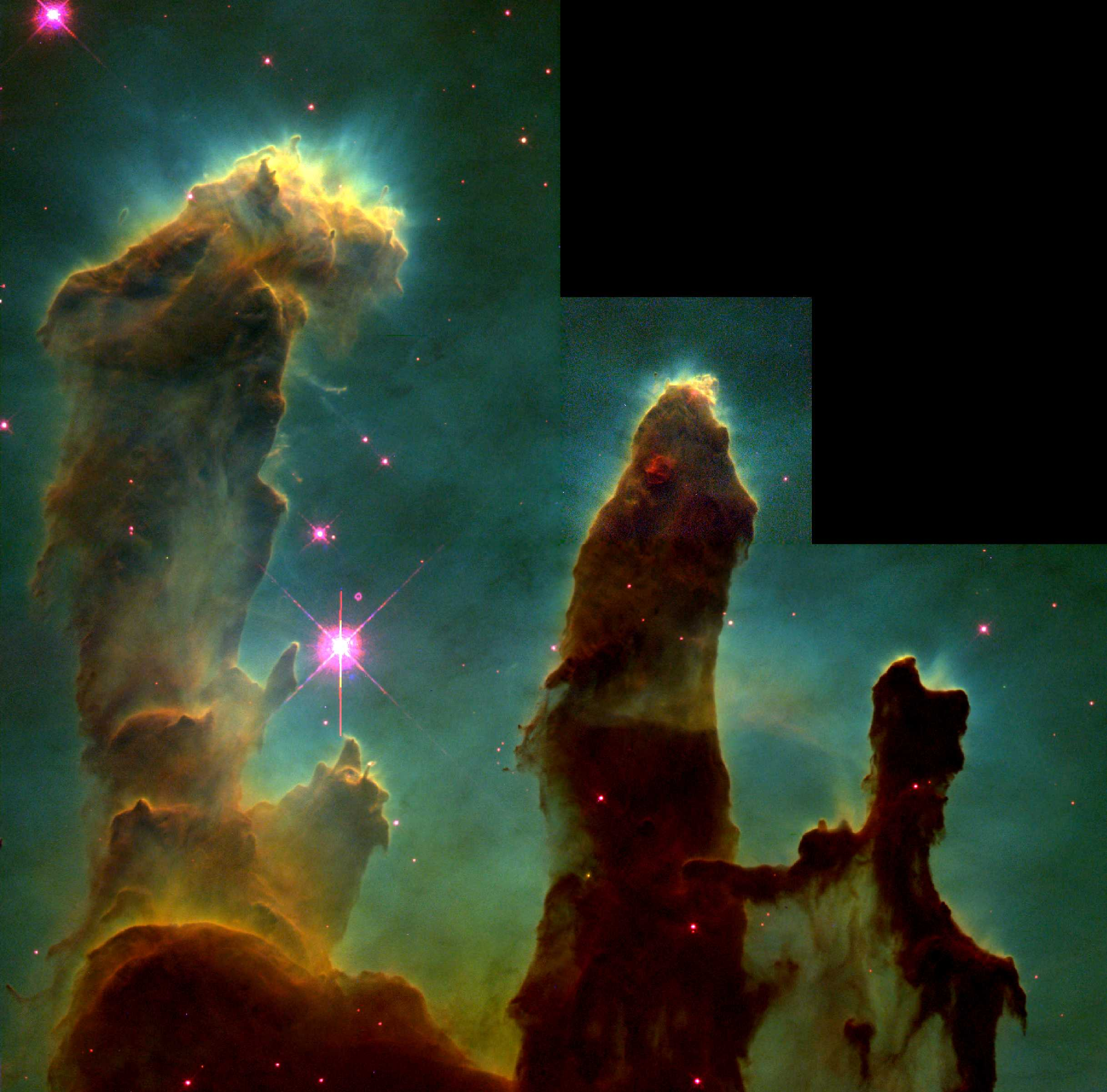
Els tres « Pilars de la creació » vistos pel Telescopi espacial Hubble (1995)
Els tres « Pilars de la creació » vistos pel Telescopi espacial Hubble (2014)
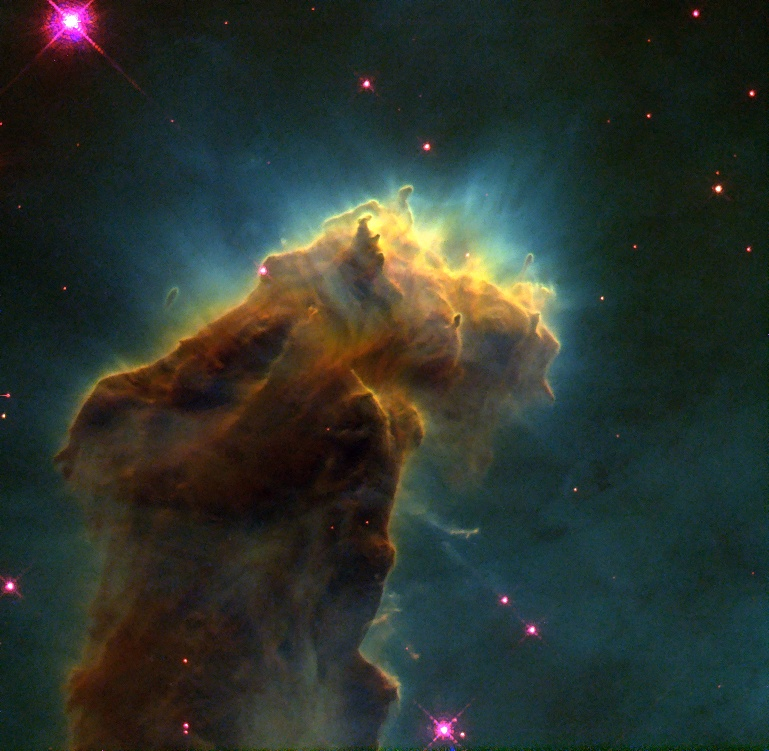
Detall del pilar nord(1995)
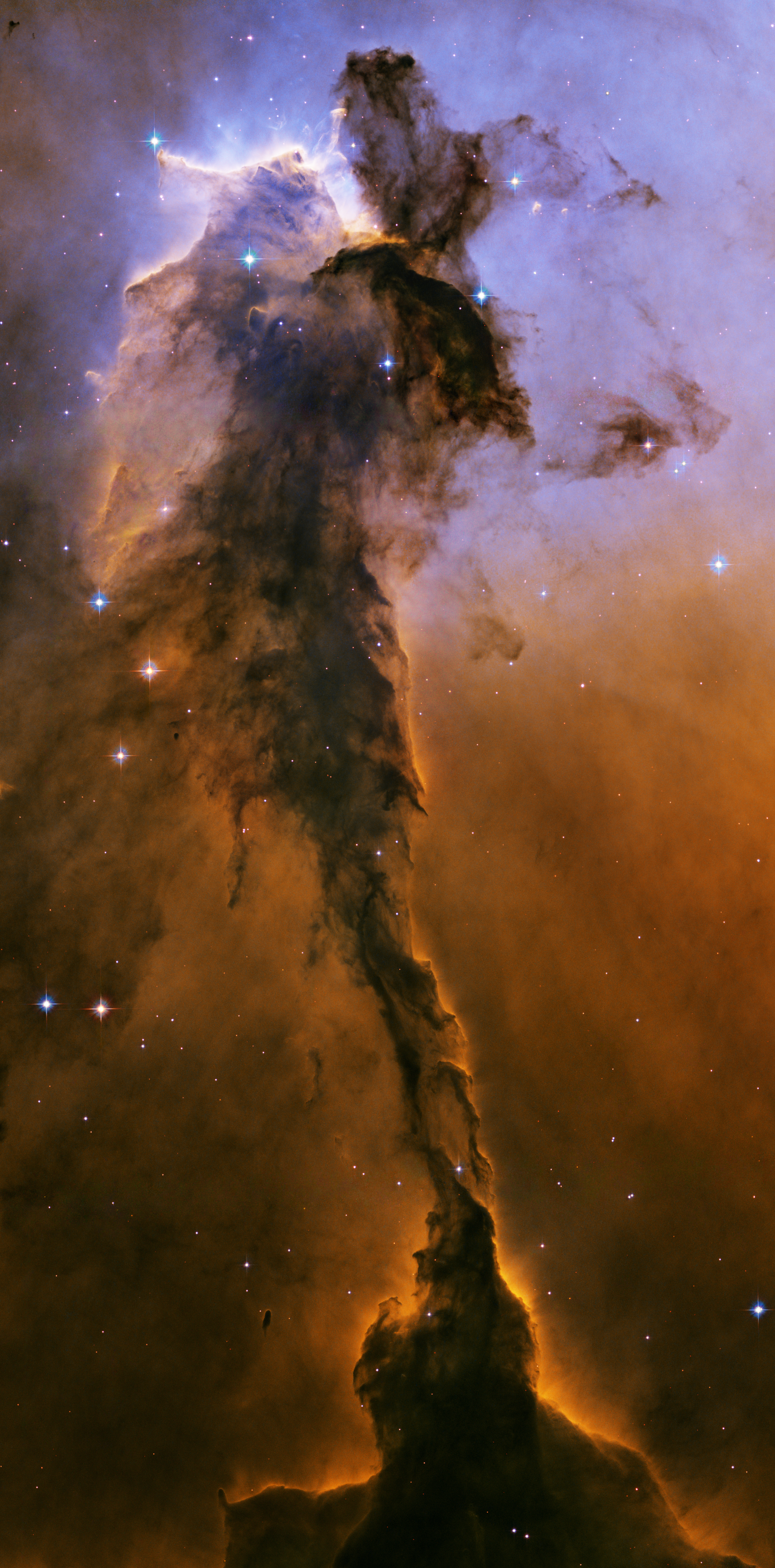
Un altre pilar situat més a l'est, imatge presa al 15è aniversari del telescopi Hubble. (2005)